# SUBARU
株式会社SUBARU（スバル、英: SUBARU CORPORATION）は、東京都渋谷区恵比寿に本社を置く日本の自動車・航空機などを製造する重工業の会社である。
かつての商号は、「富士重工業株式会社」（ふじじゅうこうぎょう、略称：富士重〈ふじじゅう〉・富士重工〈ふじじゅうこう〉、英: Fuji Heavy Industries Ltd.、略称：FHI）であったが、2017年4月1日に自動車のブランド名として広く浸透していた「SUBARU」に由来する「株式会社SUBARU」に商号を変更した。
2020年の2月6日からトヨタ自動車株式会社の持分法適用会社となっている。日経平均株価およびTOPIX Large70、JPX日経インデックス400の構成銘柄の一つ。

## 概要
1917年（大正6年）から1945年（昭和20年）まで存在した飛行機メーカーである中島飛行機がSUBARUの前身である。中島飛行機は帝国陸軍を代表する戦闘機である一式戦闘機を始め、多数の航空機の開発・製造を担った。
戦後、中島飛行機は12社に解体され、うち5社の出資により富士重工業（現在のSUBARU）が1953年に発足した。
航空機メーカーとしては、国産初のジェット練習機T-1をはじめとする自衛隊機や、国産旅客機YＳ-11の開発に参加し、現在も複数の旅客機・自衛隊機・ヘリコプターの開発や部品製造を行っている。
自動車メーカーとしても古い歴史を持ち、世界的に知名度が高い。技術的には4輪独立懸架や水平対向エンジンを採用していることが特徴である。代表的な車種にレガシィシリーズ、フォレスター、インプレッサシリーズなどがある。また、最初に「スバル」のペットネームを与えた軽自動車スバル360は日本で最初の国民車とされ約39万2000台を生産した。
愛媛県四国中央市に本社を置く紙加工メーカーのスバル株式会社とは社名が似ているが無関係である。

## 歴史
1917年（大正6年）5月、中島知久平（元海軍機関大尉）によって群馬県新田郡尾島町（現太田市）に設立された 民営の飛行機研究所を前身とする。太平洋戦争（第二次世界大戦）終戦後、GHQにより財閥解体の対象となった中島飛行機（1945年〈昭和20年〉に富士産業と改称）がプリンス自動車工業と共に解体されたのが 、富士重工業のルーツである。
軍需から非軍需産業への転換、スクーターやバスなどの輸送用機器開発、企業分割などを経て、旧中島系の主要企業の共同により1953年（昭和28年）に富士重工業を設立。1955年（昭和30年）に参画各社が富士重工業に合併されることで企業としての再合同を果たした。
1958年「スバル・360」とジェット練習機「T-1」。1961年軽商用車「スバル・サンバー」が成功を収めたことで、以後「スバル」ブランドとしての地位を確立。その他の分野にも多角的に進出しながら現在に至っている。

### 富士重工業の誕生まで

#### 中島飛行機

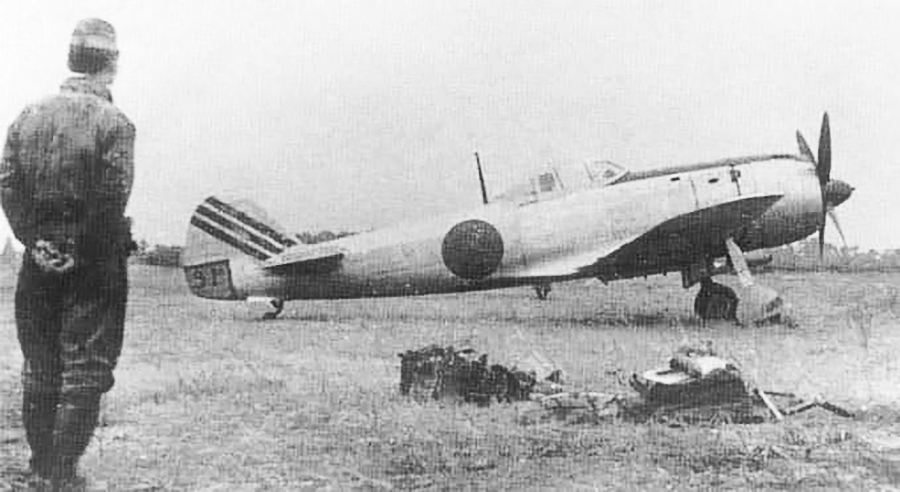
四式戦「疾風」

中島飛行機は、主として太平洋戦争敗戦まで陸海軍の需要に応え、軍用機および航空用エンジン開発・製造に取り組んだメーカーである。三菱重工業、川崎航空機と並ぶ、日本最大規模の航空機製造会社であった。
特に技師長小山悌の指揮下、陸軍（陸軍航空部隊）の歴代主力戦闘機・九七式戦闘機、一式戦闘機「隼」、二式戦闘機「鍾馗」、四式戦闘機「疾風」 など、多数の著名な軍用機を送り出した。実戦投入はならなかったが、日本初のジェットエンジン搭載機「橘花」の機体製造も中島の手によっている。
航空発動機部門では、軍用ゆえの生産性や戦闘における生存性、前線での整備性などから空冷星型エンジンにほぼ特化しており、一式戦「隼」や零式艦上戦闘機（零戦）に搭載された「榮（ハ25）」、四式戦「疾風」や「紫電改」に搭載された「誉（ハ45）」などを開発した。

#### 企業解体と非軍需産業への転進
日本の敗戦とともに、GHQより航空機の研究・製造の一切が禁止され、中島飛行機は新たに富士産業 と改称された。戦時中、最先端の航空機開発に取り組んだ技術者たちの生活は、各工場毎に、自転車、リヤカー、自動車修理、果ては鍋や釜、衣類箱、乳母車などの金属製品を作って糊口を凌ぐ日々へと一変した。
このような状況の中、太田と三鷹工場の技術者たちは、進駐軍の兵士たちが当時移動に利用していたアメリカ製のスクーター「パウエル」に着目する。軽便な移動手段としての販路を見込めると考えられたことからスクーターの国産化が計画され、早速、敗戦後も残っていた陸上爆撃機「銀河」の尾輪をタイヤに利用して試作、1947年（昭和22年）に「ラビットスクーター」として発売した。ラビットは運転が簡易で扱いやすかったことから、戦後日本の混乱期において市場の人気を博し、会社の基盤を支える重要な商品となった。ラビットシリーズのスクーターは、モデルチェンジを繰り返しつつ富士重工業成立後の1968年（昭和43年）まで生産された。
また航空機製造で培った板金・木工技術を活用し、1946年（昭和21年）からバスボディ架装にも進出、特に従前のボンネットバスより床面積を大きく取れるキャブオーバー型ボディの架装で、輸送力不足に悩むバス会社から人気を得た。さらに1949年（昭和24年）にはアメリカ製リアエンジンバスにならい、得意の航空機製造技術を生かした、日本初のモノコックボディ・リアエンジンバス「ふじ号」が完成。フロントエンジン型キャブオーバーバスより更にスペース効率に優れることから成功を収め、以降、日本のバスボディ・シャーシの主流はリアエンジンへ移行していった。
このようにして非軍需産業へ転進した富士産業であったが、1950年（昭和25年）8月、当時の政策によって財閥解体の対象となり、工場毎に15社以上に分割されてしまった。

#### 富士重工業成立

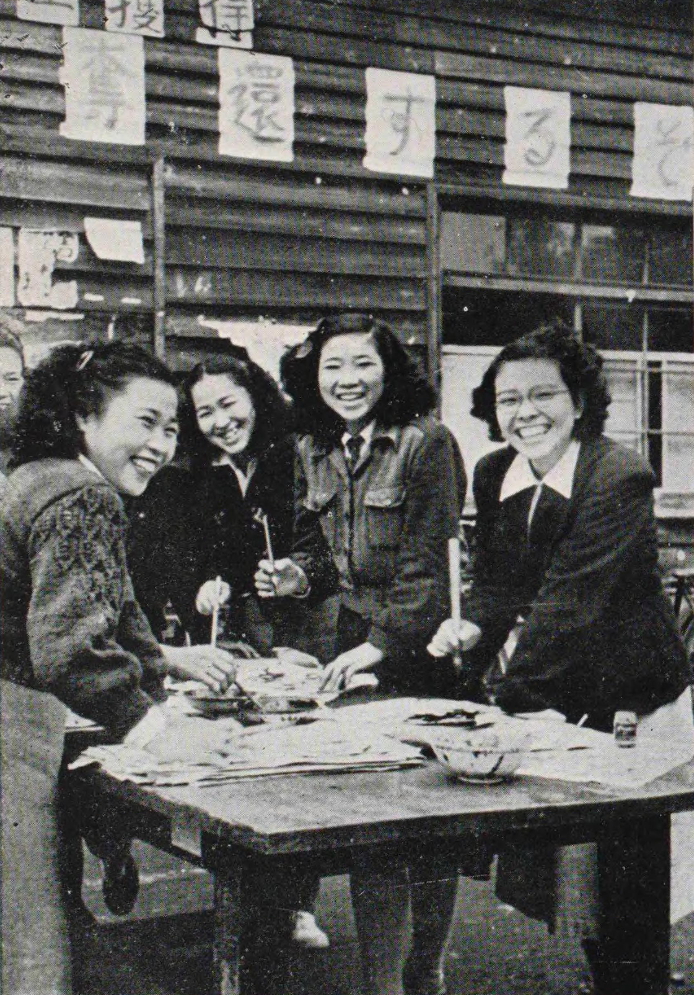
富士工業三鷹工場における労働運動（1950年秋）

1950年（昭和25年）6月に勃発した朝鮮戦争は、戦後不況にあえぐ日本に「朝鮮特需」をもたらしただけでなく、GHQの日本の占領政策を一変させた。1952年（昭和27年）4月、サンフランシスコ講和条約が発効すると、旧・財閥から民間賠償用としてGHQに接収されていた土地・建物の所有者に返還が始まった。富士工業（太田、三鷹工場）、富士自動車工業（伊勢崎工場）を中心とした旧・中島飛行機グループ内での再合同の動きがにわかに活発化、1952年（昭和27年）12月、大宮富士工業（大宮工場）、東京富士産業（旧・中島飛行機・本社）を加えた4社が合併同意文書に調印した。
同じ頃、1953年（昭和28年）の保安庁（現防衛省）予算に練習機調達予算が計上され、航空機生産再開に向けて、ビーチ・エアクラフトT-34 メンターの製造ライセンス獲得に国内航空機メーカー各社は一斉に動き出した。当時、再合同の途上にあった旧・中島飛行機グループも再合同の動きを加速させた。1953年（昭和28年）5月には、鉄道車両メーカーとなっていた宇都宮車輛（宇都宮工場）が新たに再合同に参加することが決まり、1953年（昭和28年）7月15日、5社出資による航空機生産を事業目的とする新会社富士重工業株式会社が発足した。ちなみに丸の中に6つの星が描かれたSUBARUのロゴマークは、この「5社が集まって1つの大きな会社になった」ことを示している。
1954年（昭和29年）9月、6社が合併契約書に調印。1955年（昭和30年）4月1日、富士重工業は、富士工業、富士自動車工業、大宮富士工業、宇都宮車輛、東京富士産業の5社を吸収し、正式に富士重工業株式会社としてスタートした（当時の資本金：8億3050万円、従業員:5643名）。ロゴは「富士重工」で、「重」の1画目がない形になっており、長らく使用された。これは、富士重工の文字が全て線対称であることも兼ねている。
旧・中島飛行機の発動機開発の拠点で、荻窪工場と浜松工場を引き継いだ富士精密工業は、中島飛行機再合同の動きが本格化した1952年（昭和27年）には、事実上、既にタイヤメーカーのブリヂストンの資本下に入っており、再合同には参加しなかった。また、この時再合同に加わらなかった、富士機械工業 など3社は、後に富士重工業の関連会社として加わっている。
富士重工業は、1966年（昭和41年）に東邦化学株式会社と合併し、存続会社を東邦化学株式会社とした。この存続会社の東邦化学株式会社は1965年（昭和40年）に商号を富士重工業株式会社と改めた上で合併しているため、一貫して継続した同一名称ではあるが、法律的には従来の富士重工業は1965年（昭和40年）に一旦消滅している。これは株式額面金額変更が目的の事務的なものである。
1966年（昭和41年）、それまで東京・丸の内の内外ビルディングに所在していた本社機能が新宿駅西口（新宿区西新宿）に自社建設した「新宿スバルビル」に移転した。

### その後の推移と業務提携
この節では自動車部門について述べる。
レオーネを発売した1970年代初頭から、本格的なアメリカ市場への進出を開始した。オイルショックや排気ガス規制などの消費者の自動車に対する要求の変化や、当時の円安を背景とした廉価性を武器に、国産他メーカーと同じくアメリカ市場での販売台数を飛躍的に伸ばすことに成功した。
1968年（昭和43年）から1999年（平成11年）まではメインバンク（日本興業銀行/現: みずほ銀行）が同じ日産自動車と提携し、日産・チェリー、パルサー、サニーなどの委託生産を請負い、工場稼働率の上昇を図っていた。しかし、これら横置きエンジンの受託車両とスバル車とはボディ骨格からが大きく異なるため、設計や部品の共用化などが本格的に行われることはなかった。一方、水面下では、インプレッサの企画段階において直列4気筒を横置きした試作車が作られ、水平対向の制約から逃れて「広い意味での汎用性」に重きを置く商品政策に舵を切る動きもあった。しかし、スイッチ類やキーシリンダーなどは日産自動車の一部車種と共通の部品であった。
1968年2月にスバルオブアメリカ（Subaru of America, Inc., SOA）設立、同年イスラエル進出を皮切りに（エピソード欄も参照）、1970年代中盤から、南米、オーストラリアを中心としたアジア・オセアニア地方、中東、ヨーロッパなどにも進出した。1970年代以前には年産10万台にも満たなかった生産台数を、1970年代後半には20万台規模にまで増やし、順調に企業規模を拡大した。
1985年（昭和60年）9月のプラザ合意以降の急激な円高とアメリカ市場との「共生」が求められるようになった時代背景の中で、北米市場での深刻な販売不振に直面した。1987年（昭和62年）、いすゞ自動車との共同出資で、スバル・イスズ・オートモーティブ（SIA）を設立して現地生産も開始した が、主に魅力的な車種展開が図れなかったことや、企業規模から他国産メーカーと比べ製造経費を劇的に下げることができなかったことなどから、1989年には300億円もの営業赤字に転落し、深刻な経営危機が報じられるまでになった。
しかし、折からの「バブル景気」によって資金調達のめどが順調に立ったことや、1989年1月、レガシィの発売以来、順調に国内市場、北米市場での販売を回復することに成功した。1990年（平成2年）には日産ディーゼル工業（現UDトラックス）の経営再建に手腕を発揮した川合勇の下で地道な経費削減努力が続けられた。世界ラリー選手権（WRC）への出場など、コーポレーテッド・イメージ（CI）の積極的な訴求効果とあわせ、年産100万台規模の世界的に見て比較的小規模な量産品メーカーとして現在に至っている。
バブル崩壊後、日産自動車が経営不振に陥り、経営再建の一環として日産自動車保有の富士重工業株の売却を決め、2000年（平成12年）に放出株全てがゼネラルモーターズ（GM）に売却された。
2005年（平成17年）10月5日にはGMの業績悪化に伴い、GMが保有する富士重工株20%を全て放出した。放出株のうち8.7%をトヨタ自動車が引き受けて筆頭株主となり、富士重工業とトヨタ自動車が提携することで合意した。トヨタとの資本提携によるスバルの恩恵は大きく、稼働率の下がっていたスバルの北米工場で「トヨタ・カムリ」の生産を請け負ったり、品質管理や経費削減の方法を学んだりするなどして利益率を高めた。また北米特化の車作りに転換する一方で、風力発電事業や軽自動車生産から撤退するなどの「選択と集中」を進めた。軽自動車保有層の受け皿としてダイハツ工業車のOEMを受け、販売を継続することとした。こうした努力が2015年の利益率業界1位に繋がっている。また2012年の86/BRZの生産・販売も、トヨタとの提携を生かそうと模索していたことがきっかけであった。
2010年（平成22年）8月、東京都新宿区の本社ビル（新宿スバルビル）が老朽化したことなどに伴い、建物を小田急電鉄に売却した上で、本社機能を東京都渋谷区恵比寿の東京スバルの本社が入っていた「エビススバルビル（旧）」の跡地に新たに建て替える「エビススバルビル（新）」へ移転させることを発表。2014年（平成26年）8月18日、本社移転が完了した。なお、エビススバルビル（新）の一角はスバル恵比寿ショールーム（スバル スター スクエア）および東京スバル恵比寿店として機能する。
2013年（平成23年）1月、ロボット開発で国からの補助金を不正受給していたことが判明し、経済産業省と新エネルギー・産業技術総合開発機構（NEDO）から計8億250万円の返還処分および補助金交付停止処分を受けた。
2016年（平成28年）5月、2017年（平成29年）4月1日付で商号を「富士重工業株式会社」から「株式会社SUBARU」に変更することを臨時取締役会で決議した。
2016年10月1日、産業機器部門が自動車部門に統合された。その後、12月7日に「2017年9月30日をもって事業を終息し、一部技術資産と米国販売子会社10月1日付けでヤマハ発動機へ譲渡する契約を締結した」と正式に発表した。これにより、SUBARUは以後自動車生産と航空関連に特化した企業となり、商号変更とともに新時代を迎えることとなった。
米紙『シカゴ・トリビューン』では、スバルの北米市場での成功は、四輪駆動と安全性が裏付ける確かな商品群を、適正価格で販売できるからだと指摘している。『東洋経済』によると、米国における在庫回転期間は、他社が概して2か月のところスバルは半月程度に過ぎず、販売奨励金は570ドルであり、1000ドル以下は異例と報じている。
2019年にはトヨタが出資比率を20.00%に増加させて持分法適用会社（＝関連会社）となり、同時にスバルもトヨタの株を持ち合って連携を強化した。また、EVのSUVのプラットフォームをトヨタと共同開発することも発表された。

### 航空機再生産

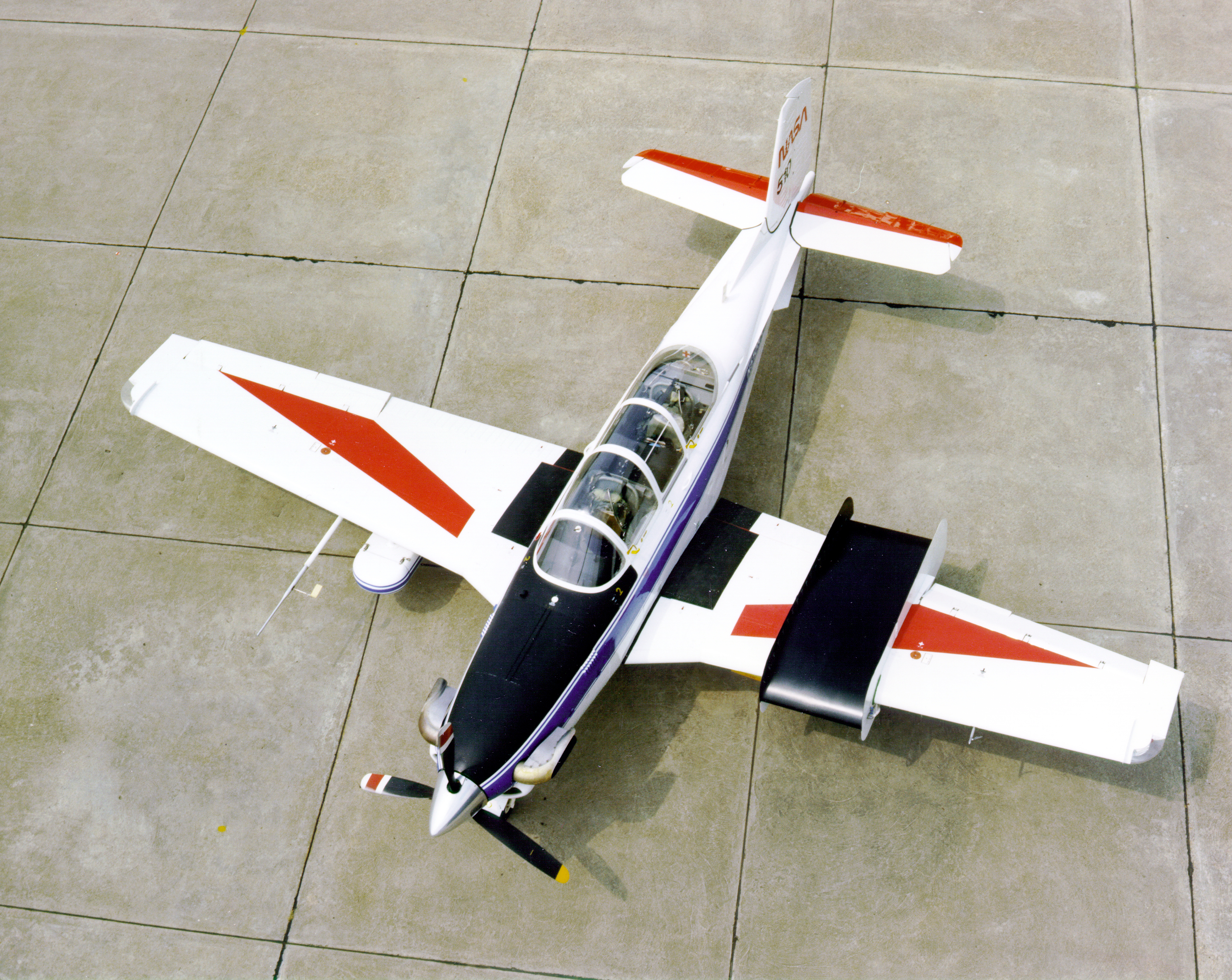
T-34 メンター

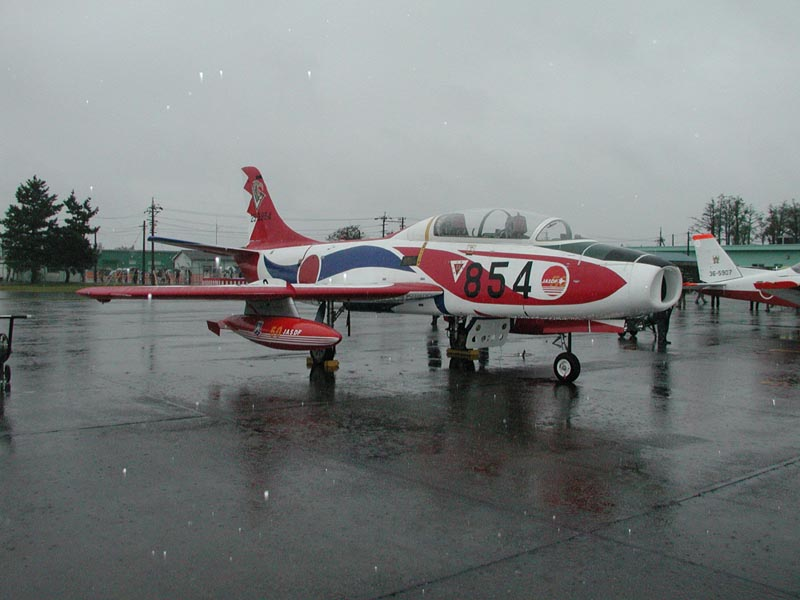
富士 T-1

1953年（昭和28年）9月、富士重工業はビーチ・エアクラフト社と「T-34 メンター」の製造ライセンス契約に調印。1955年（昭和30年）10月、国産1号機を完成させ、防衛庁（現防衛省）への納入を開始した。さらに1957年（昭和32年）11月、戦後初の国産ジェット機「T-1（練習機）（初鷹）」の開発に成功。中等練習機として1963年（昭和38年）までに66機を防衛庁に納入した。
1965年（昭和40年）8月、民間向け軽飛行機FA-200「エアロスバル」の初飛行に成功。翌1966年（昭和41年）10月から販売を開始。低翼式の機体を採用したFA-200は低速時の安定性に優れ、アクロバット飛行なども可能な万能機として好評を博し、298機を生産した。
戦後初の国産旅客機「YS-11」の開発にも参加。主翼桁と尾翼を担当。この経験はのちに、1973年（昭和48年）12月、アメリカ・ボーイング社とボーイング747の生産分担契約に結実し、1974年（昭和49年）には新世代旅客機ボーイング767の国際共同開発プロジェクトに参加。国際分業に大きな役割を果たした。
一方で1974年（昭和49年）、富士重工業は米国のロックウェル・インターナショナル社と双発ビジネス機FA-300の共同開発を開始。1975年（昭和50年）11月に初飛行に成功、1977年（昭和52年）から販売を開始した。しかし、オイルショックの打撃によりロックウェル社が軽飛行機事業から撤退し計画は頓挫。FA-300は僅か42機で生産を打ち切り、富士重工業も小型機の自社開発を断念する結果となった。
以上のように民需（民間機）については限定された実績にとどまるが、官需（もっぱら陸海空の各自衛隊機）については「T-34」や「T-1」の後も順調に実績を重ねてきた。詳細は#航空宇宙部門（航空宇宙カンパニー）の節を参照。民間機についても、1990年代以後の潮流として増えてきている国際・複数企業による共同開発にいくつか関与している。

## 歴代社長
- 北謙治：1953年 - 1956年
- 吉田孝雄：1956年 - 1963年
- 横田信夫：1963年 - 1970年
- 大原栄一：1970年 - 1978年
- 佐々木定道：1978年 - 1985年
- 田島敏弘：1985年 - 1990年
- 川合勇：1990年 - 1996年
- 田中毅：1996年 - 2001年
- 竹中恭二：2001年 - 2006年
- 森郁夫：2006年 - 2011年
- 吉永泰之：2011年 - 2018年
- 中村知美：2018年 - 2023年
- 大崎篤：2023年 -

## 生産部門

### 自動車部門
主力のSUBARU群馬製作所とその矢島工場がある群馬県太田市と、大泉工場がある同県大泉町は周辺を含めて下請け企業も多く、企業城下町となっている（「太田市#産業」「大泉町#産業」参照）。そこで働くために南米日系人らが多く移り住み、太田市と大泉町は外国人集住都市会議のメンバーとなるなど 地域社会への影響は大きい。群馬製作所の本工場所在地は地名もスバル町となっている。
太田市と同じ両毛エリアには、研究開発部門としてスバル研究実験センター（栃木県佐野市）を有する。同センターの美深試験場（北海道美深町）には、走行試験や運転支援技術などの開発に使うテストコースを備えている。
日本と並ぶ主要市場であるアメリカ合衆国では、現地生産を行っている。

### 航空宇宙部門（SUBARU航空宇宙カンパニー）

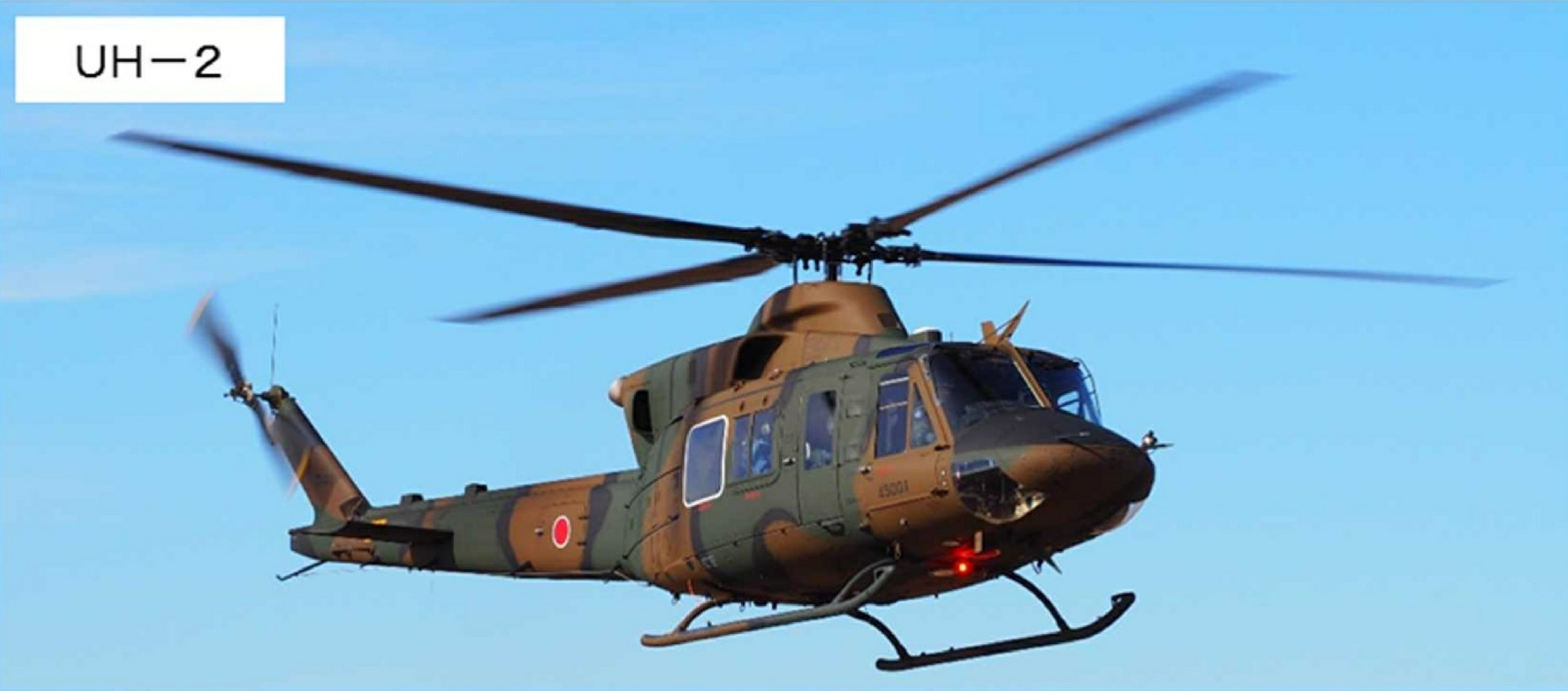
UH-2

- 宇都宮製作所（栃木県宇都宮市）
- 宇都宮製作所半田工場（愛知県半田市）
- 木更津事業所（千葉県木更津市）

　　木更津駐屯地内

### 環境技術部門
- エコ宇都宮工場（栃木県宇都宮市）
  - かつて鉄道車両や塵芥収集車・フジマイティーを生産していた。業界ではトップシェアを誇っていた。現在は航空機部品を主に製造している。

## 航空宇宙部門（SUBARU航空宇宙カンパニー）

### 概要
中島飛行機の後身で、現在も日本の航空宇宙業界で第三位。
40m超の主翼製造能力・設備は世界でもボーイングやエアバスに次ぐレベルである。
防衛省、警察、消防、海上保安庁の航空機の製造・開発及び定期整備やボーイング社向け分担生産を中心とし固定翼機の主翼製造には業界屈指の技術と品質、特に高度な能力を持つサプライヤーとして表彰を受けている。複合材料の実機適用は国内メーカー内でも先駆的役割を果たしている。民間分野ではYS-11開発参加やFA-200販売で国産機の実績を積んでいる。無人航空機の開発にも積極的であり、標的機や無人偵察機など自衛隊向けの機体を主とし、将来の無人機の活躍を見据えた複数の新型無人機開発に関わっている。任務多様化、機能高度化に向け、様々な技術を研究・開発中である。さらには宇宙航空研究開発機構（JAXA）の超音速実験機D-SENDや航空自衛隊の先進技術実証機（後のX-2）の主翼・尾翼製造・開発など日本の航空宇宙産業発展のための高度な先進技術の研究開発にも数多く参加し、実績を残している。

### 沿革
- 1958年（昭和33年）1月16日 - 第二次世界大戦後日本初のジェット機T-1練習機を開発し初飛行に成功する。
- 1978年（昭和53年）1月17日 - T-3練習機が初飛行。3月から量産機が納入された。生産機数は50機。
- 1987年（昭和62年）4月27日 - T-5練習機が初飛行。
  - 主力であった固定翼機製造からベルエアクラフトとのライセンス契約によるヘリコプタ製造（UH-1とAH-1）へと製造の主軸を移してから固定翼機製造への積極的な参加をしていなかったが、富士重工業初の生え抜き社長であった竹中恭二（前社長）体制時の中期経営計画FDR-1により固定翼機製造を中心とした製造体制を再び本格化し JIS-Q-9100 制定にあたり中心的役割を果たした。
- 1994年（平成6年）4月9日 - ボーイング777の1号機がロールアウト。「世界最大の双発旅客機」の開発・製造に参加し中央翼を分担する。
- 2002年（平成14年）7月9日 - T-3改が初飛行。2003年（平成15年）4月にT-7練習機として制式採用された。
- 2002年（平成14年）6月 - エアバスA380に参加。垂直尾翼前縁・翼端、フェアリングを分担する。
- 2005年（平成17年）に開発が決定したボーイング787の開発にも参加している（詳しくはYX共同開発を参照）。
- 2008年（平成20年）から、MRJ（三菱リージョナルジェット）（現Mitsubishi SpaceJet）の設計のために技術者が出向していた。
- 2015年（平成27年）
  - 7月17日 - 防衛省は、陸上自衛隊のUH-1J/Hの後継となる次期多用途ヘリコプター（UH-X）としてベル 412ベースの案を選定した[19][20]。現「UH-2」。
  - 10月30日 - 防衛省は、木更津駐屯地に置かれる共通整備基盤で行うアメリカ海兵隊オスプレイの定期機体整備の整備企業に選定した[21]。

### 民間事業
1973年に米国ボーイング社の旅客機生産に参画して以来、50年にわたり主要パートナーの一社として開発・生産に関わってきた。担当する「中央翼」は、航空機の左右の主翼と前後の胴体をつなぎ、荷重を支える主要な部位である。中身は燃料タンクの役割も果たすため、高強度・高液密が求められ、製造には高い技術力が必要となる。なお、愛知県にある半田工場は、すでに1000機を超える製造を誇る「ボーイング787」のほか、「ボーイング777X」、「ボーイング777」、防衛省の哨戒機「P-1」および輸送機「C-2」向けの中央翼の生産を行う、世界的にも類まれな大型航空機の中央翼生産センターである。2023年5月には半田工場での大型航空機中央翼の製造、出荷が累計で3000機を達成した。

### 防衛事業
航空自衛隊、海上自衛隊向け初等練習機、陸上自衛隊向け多用途ヘリコプター、戦闘ヘリコプターなどの事業において機体の製造、定期整備、補給、訓練など全般にわたる運用サポートを半世紀にわたり実施し、2023年5月には、関係会社の富士航空整備株式会社において、「T-5」の定期検査が累計で2500機の節目を迎えた。また無人機分野において多くの開発実績を誇り、現有システムの運用支援と将来システム研究開発に積極的に取り組んでいる。さらに戦闘機・輸送機・哨戒機など我が国における主要防衛航空機システムの開発事業に参画し主翼・尾翼・複合材等の得意分野を中心に主要部位の開発・生産を担当している。

### ヘリコプター事業
陸上自衛隊多用途ヘリコプター「UH-2」の量産ラインを宇都宮製作所に設置し、生産を進めている。また、民間向けバージョンの「SUBARU Bell 412EPX」においても受注・販売を順調に伸ばし、過酷な条件下でも運航できる高い信頼性や、優れた整備性を誇り、航空輸送や災害時における人命救助、消火活動などの任務に使用され、世界各国での活躍が期待される。

### 製品

#### 防衛省
- T-1A/B中等練習機
- J/AQM-1 無人標的機
- 遠隔操縦観測システム FFOS
- 新無人偵察機システム FFRS
- 無人機研究システム
- 航空機用シミュレータ
- UH-2（ベル・ヘリコプターと共同開発）

##### ライセンス生産
- T-34A練習機（ビーチクラフト）
  - LM-1/2多座席連絡機（国内開発）
  - KM-2練習機・TL-1練習連絡機（国内開発）
  - T-3初等練習機（国内開発）
  - T-5初等練習機（国内開発）
  - T-7初等練習機（国内開発）
- L-19E連絡機（セスナ）
- UH-1B/H/J 多用途ヘリコプター（ベル・エアクラフト）
- AH-1S対戦車ヘリコプター（ベル・エアクラフト）
- AH-64D戦闘ヘリコプター（ボーイング）
- ペトリオット中距離地対空誘導弾用アンテナマストグループ（レイセオン）

##### 分担生産
- F-2戦闘機（主翼・尾翼等）
- T-4中等練習機（主翼・尾翼・キャノピィ）
- OH-1小型観測ヘリコプタ（尾翼・キャノピィ等）
- US-1/-1A救難飛行艇（主翼外翼・ナセル・尾翼）等
- P-3C対潜哨戒機（主翼ライセンス生産）
- U-125A救難捜索機（装備品取り付け・納入前整備）等
- P-1哨戒機（主翼・垂直尾翼等）
- C-2輸送機（主翼等）
- 先進技術実証機X-2（主翼・尾翼）

#### 民間
- 超音速実験機D-SEND

##### 自社開発
- FA-200 エアロスバル
- FA-300（富士710、ロックウェル・インターナショナル社と共同開発）
- ドライビング・シミュレータ
- RPH-2（遠隔操縦観測システムの民間向製品）
- SUBARU Bell 412EPX（ベル・ヘリコプター社と共同開発）

##### コンセプト機
- SUBARU AIR MOBILITY Concept

##### 分担生産
- ボーイング737（昇降舵）
- ボーイング747（補助翼、スポイラー）
- ボーイング757（アウトボードフラップ）
- ボーイング767（YX共同開発、主脚扉・翼胴フェアリング）
- ボーイング777（共同開発、中央翼・主脚扉・翼胴フェアリング）
- ボーイング787 ドリームライナー（共同開発、中央翼）
- エアバスA380（垂直尾翼構造）
- ホーカー ホライゾン／4000（主翼構造およびシステム開発）
- アグスタウェストランド AW609 ティルトローター機（胴体構造開発）
- エクリプス・アビエーション エクリプス 500（主翼）
- ボンバルディアDASH-8

##### ライセンス生産
- 204B（ベルエアクラフト）
- 205B （ライセンスを受けて独自改良）

#### 宇宙関連機器
- H-IIAロケット
- ピギーバック衛星
- テレジット（人工衛星）

### 定期機体整備

#### 防衛省
- UH-2
- UH-1J
- AH-64D
- AH-1S
- T-5
- T-7
- U-125
- V-22（木更津事業所）

#### 民間(消防、警察、海上保安庁等）
- SUBARU Bell 412EPX
- Bell412
- AW139

## 環境技術
現在は各種環境用プラント設備のみを生産している。それ以外の製品については後述。

## 過去の商品

### 軽三輪
- 「ダイナスター」

### 二輪車（スクーター）
- 「ラビットスクーター」

### 二輪車（オートバイ）
- 「ハリケーン」

### バス車体架装事業

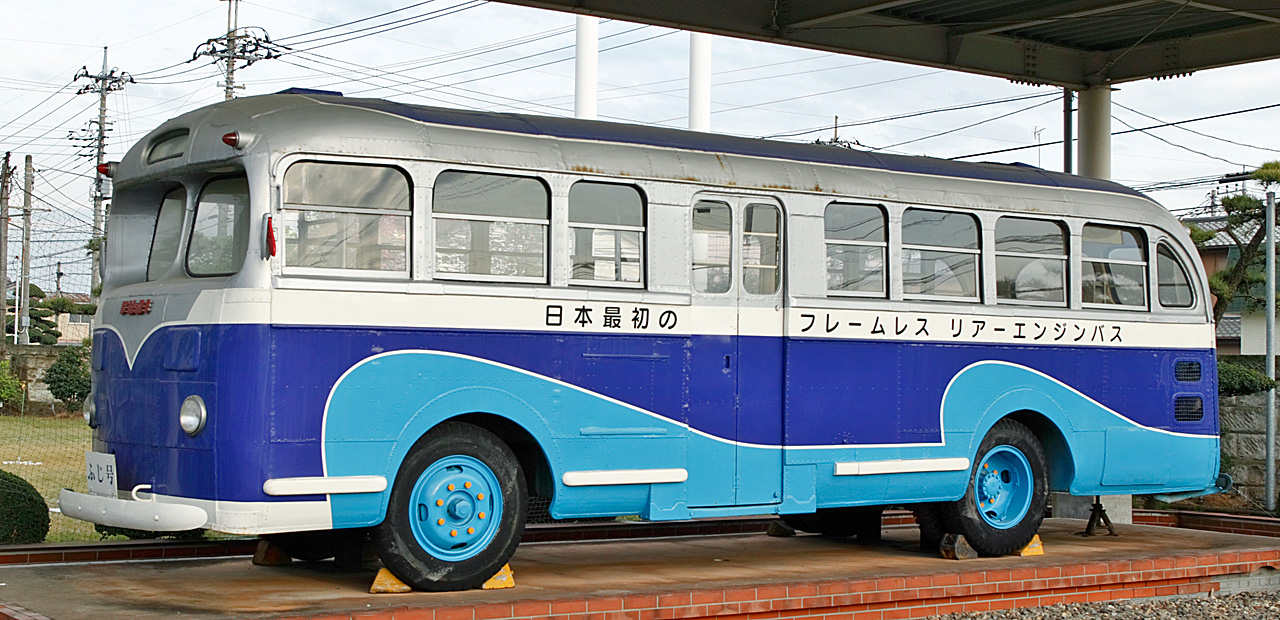
「ふじ号」（富士TR014X-2）

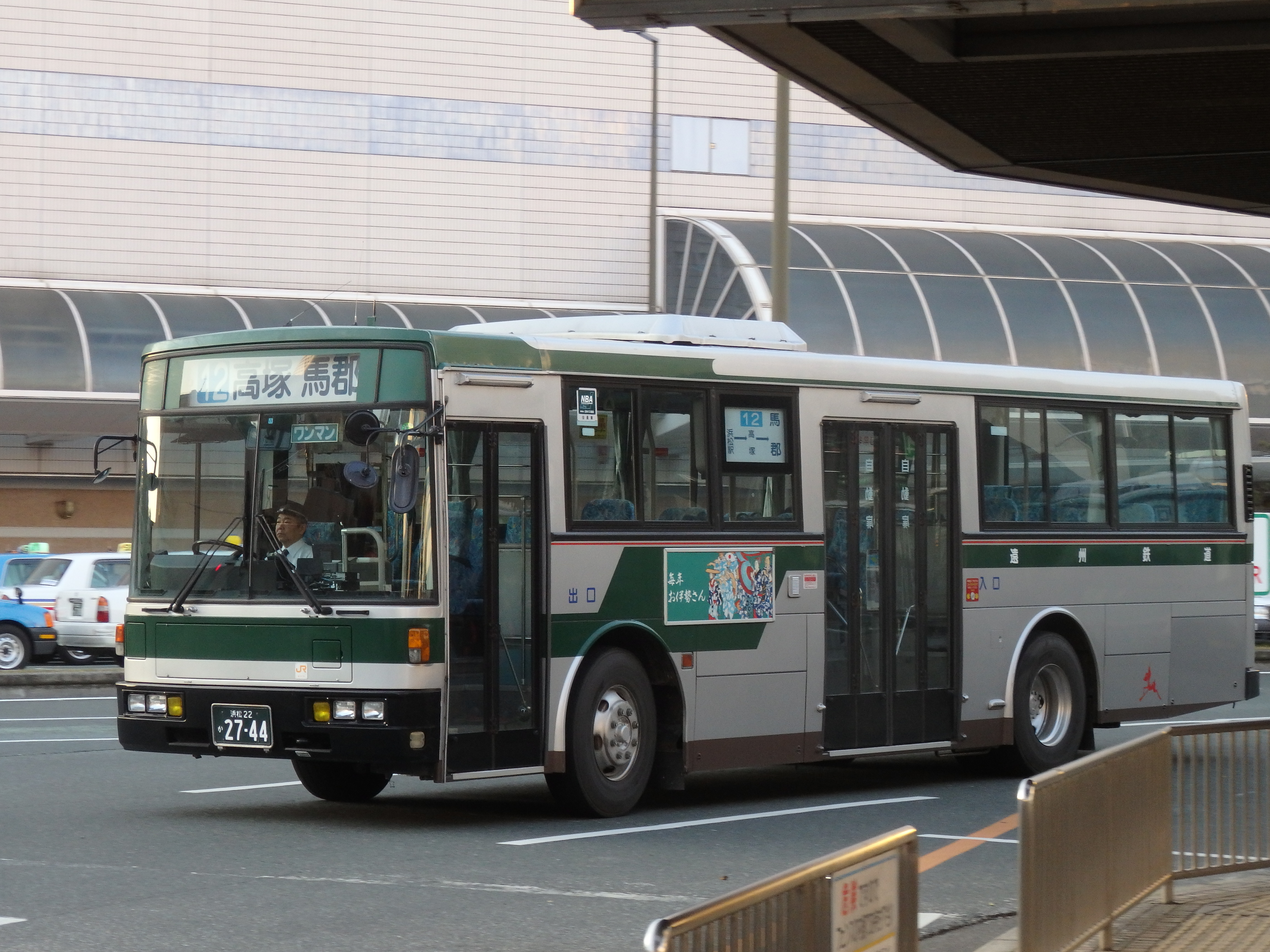
17E型（日野シャーシへ架装）

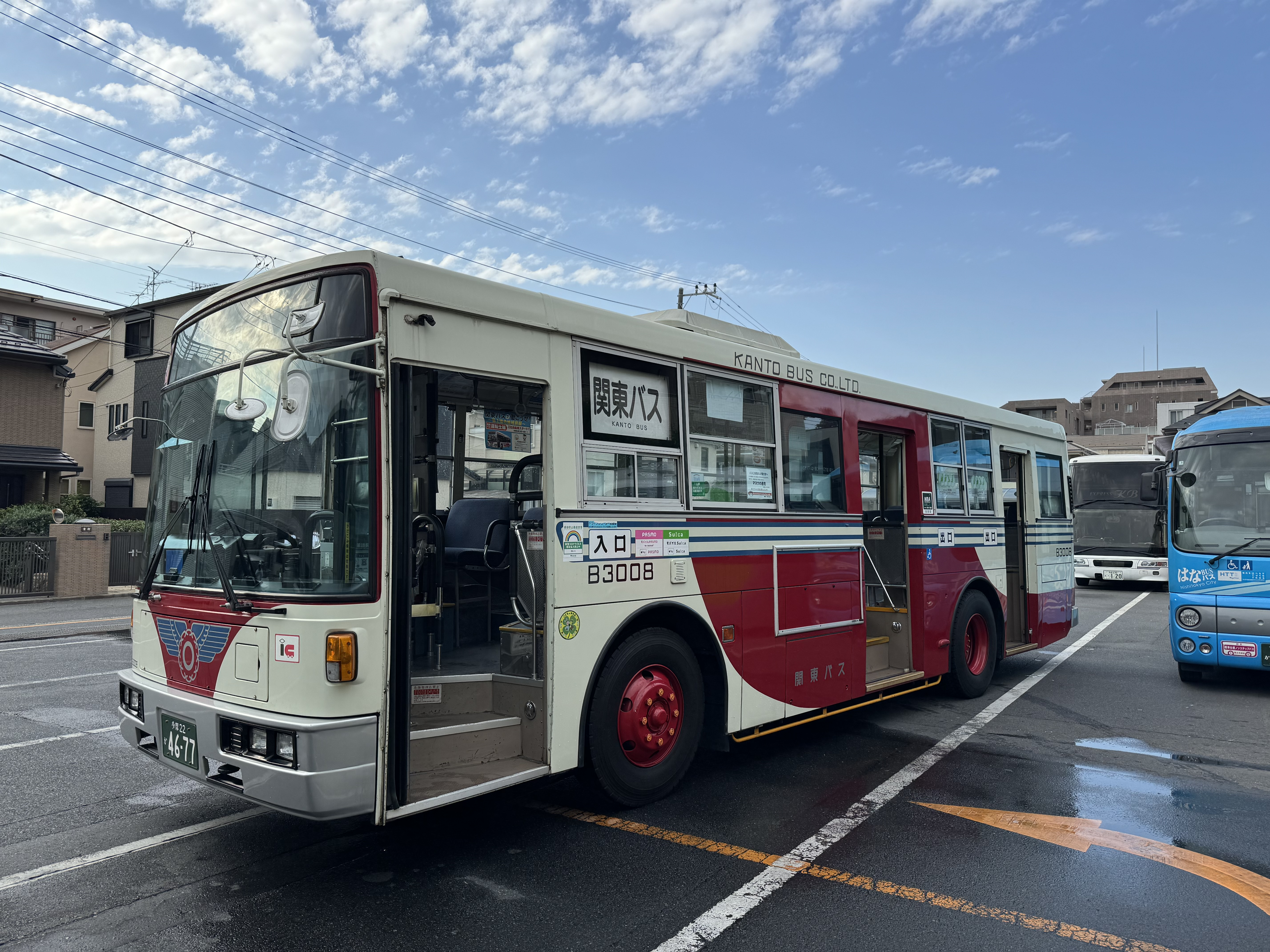
関東バス動態保存車両 Ｂ3008

1946年（昭和21年）に小泉ボデー製作所（当初別会社）で始まり、日本で初めてのフレームレスモノコック構造によるリヤエンジンバス「ふじ号」（1949年〈昭和24年〉）の開発に成功した。後に富士自動車工業となり、「スバル360」等の開発を行ない、現在の主力であるスバルブランドの乗用車にも発展した事業である。この分野では「スバル」ブランドを使っておらず、エンブレムとしてもプレアデス星団をあしらったスバルのエンブレムではなく、カタカナの「フ」の字をあしらったエンブレムを使用している（右の写真を参照）。

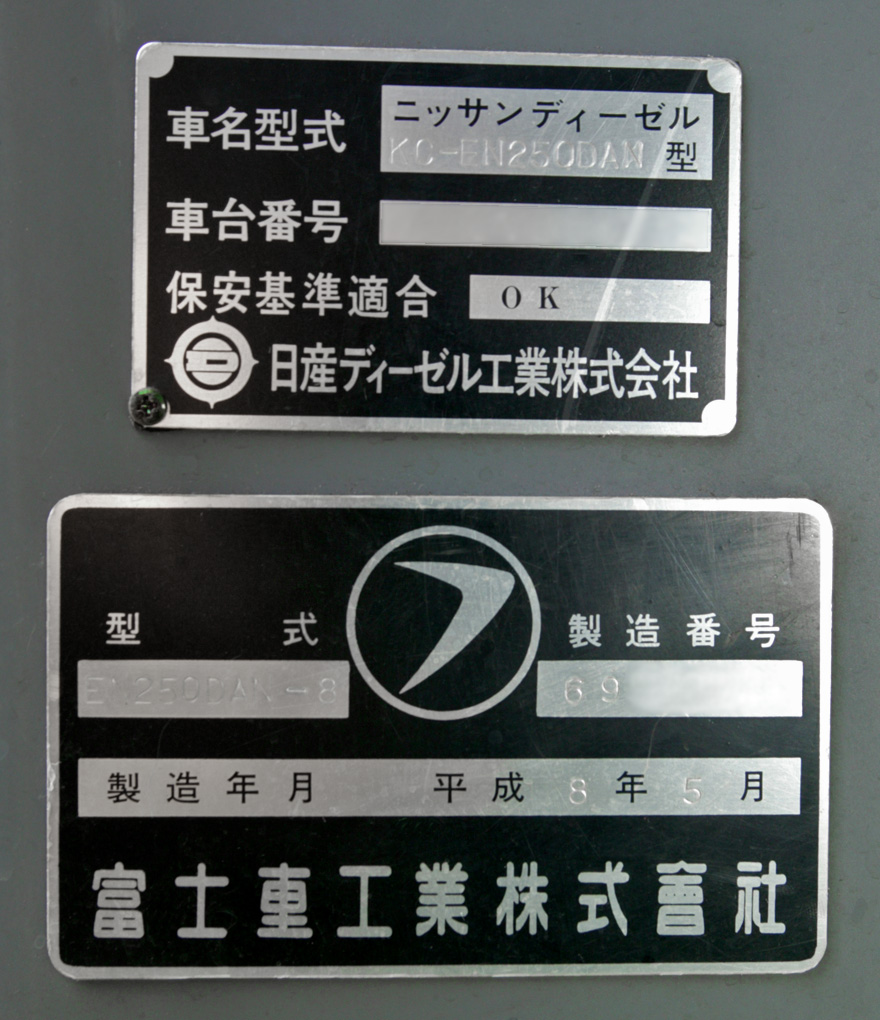
バス車体のメーカーズプレート

一時期は民生デイゼル→日産ディーゼル（現・UDトラックス）を中心に大型自動車メーカー5社 のバス車体を架装し、バス車体シェア1位を誇っていたが、シャーシメーカーのバス車体メーカーの系列化（子会社での生産）で生産台数が減少した。
ピークとなる1980年（昭和55年）には1日12台を製造、年間では2393台を生産したが、バス事業の環境変化から1993年（平成5年）以降は赤字状態となっていた。1998年（平成10年）に三菱ふそうと日野自動車の架装から撤退、2002年（平成14年）1月に日産ディーゼルがバス車体の架装を西日本車体工業（西工、福岡県北九州市小倉北区）に集約することを決定したため、同年5月に事業存続は困難と判断し、伊勢崎製作所で行なっていたバス車体架装事業を終了する決定をした。
このため、バス車体架装事業は日産ディーゼルとごく少数のいすゞ自動車を最後に2003年（平成15年）3月31日で生産を終えた。3月28日には「バス最終生産車出荷式」が執り行われ、東濃鉄道納入の日産ディーゼル大型観光バスを送り出し、バス車体事業部門の解散式となった。1946年（昭和21年）以来、57年間続いたバス車体事業は累計生産数8万1292台もって終止符を打った。国内向けだけではなく、海外向けにも6000台以上が出荷された。
またABボルボのシャシを輸入し、アステローペシリーズと連節バスを製造していたが、これらも2000年（平成12年）に生産が終了している。
なお、伊勢崎製作所はその後スバルカスタマイズ工房（現桐生工業伊勢崎工場）となり、販売済みの車両に対するアフターサービスを行なっていたが、バス用補修品事業の終了に伴い、2022年（令和4年）3月をもってアフターサービスも終了となった。

### 鉄道車両事業

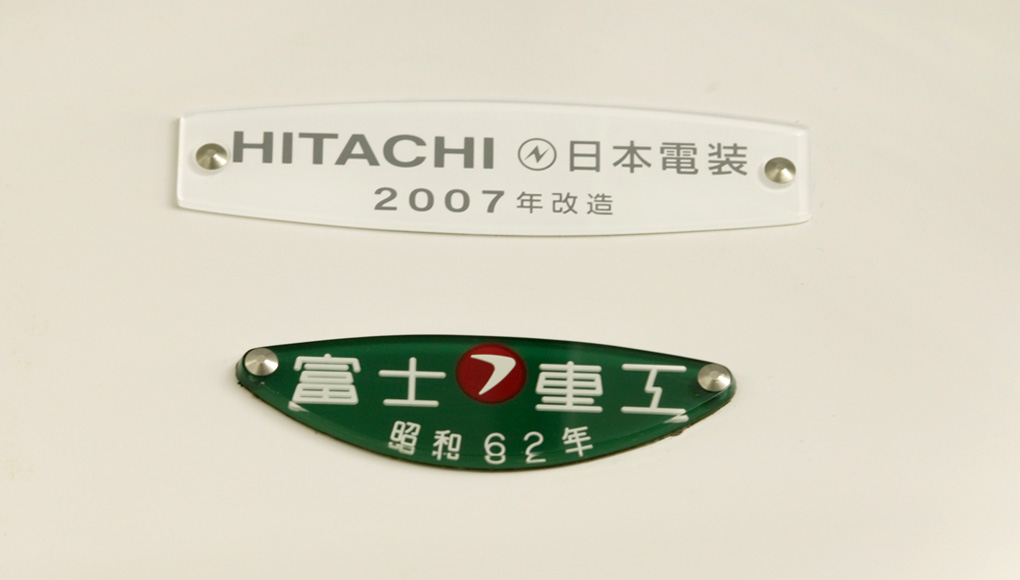
東武9000系電車の車内銘板

1950年（昭和25年）頃から主に客車と気動車を日本国有鉄道（国鉄）やJR、私鉄、第三セクター向けに、また、群馬・栃木県内に路線を持つ東武鉄道向けには電車を生産していた。生産両数の減少により2002年（平成14年）5月に事業存続は困難と判断し、宇都宮車両工場（現在のエコ宇都宮工場）で行っていた鉄道車両事業を終える決定をした。2003年（平成15年）2月に新潟トランシス新潟事業所（新潟県北蒲原郡聖籠町）へ事業譲渡。JR四国2000系気動車などの振り子式気動車は大半が富士重工製。
鉄道車両事業の最終製造車は甘木鉄道AR300形気動車AR303号車となった。最後に製造された電車は東武30000系電車（31406Fの4両）。
なお、先述の伊勢崎事業所でも、東京都交通局2500形電車8両のうち昭和34年製造分の6両を製造していた。
鉄道車両事業の製造実績（総計1万1118両）
- 国鉄→JR各社向け気動車　1834両[28]
- 国鉄→JR各社向け客車　1132両[28]
- 私鉄各社向け電車　341両[28]
- 第3セクター向け車両　270両[28]
- 私有貨車　4381両[28]
- 保守用車両　3160両[28]

気動車

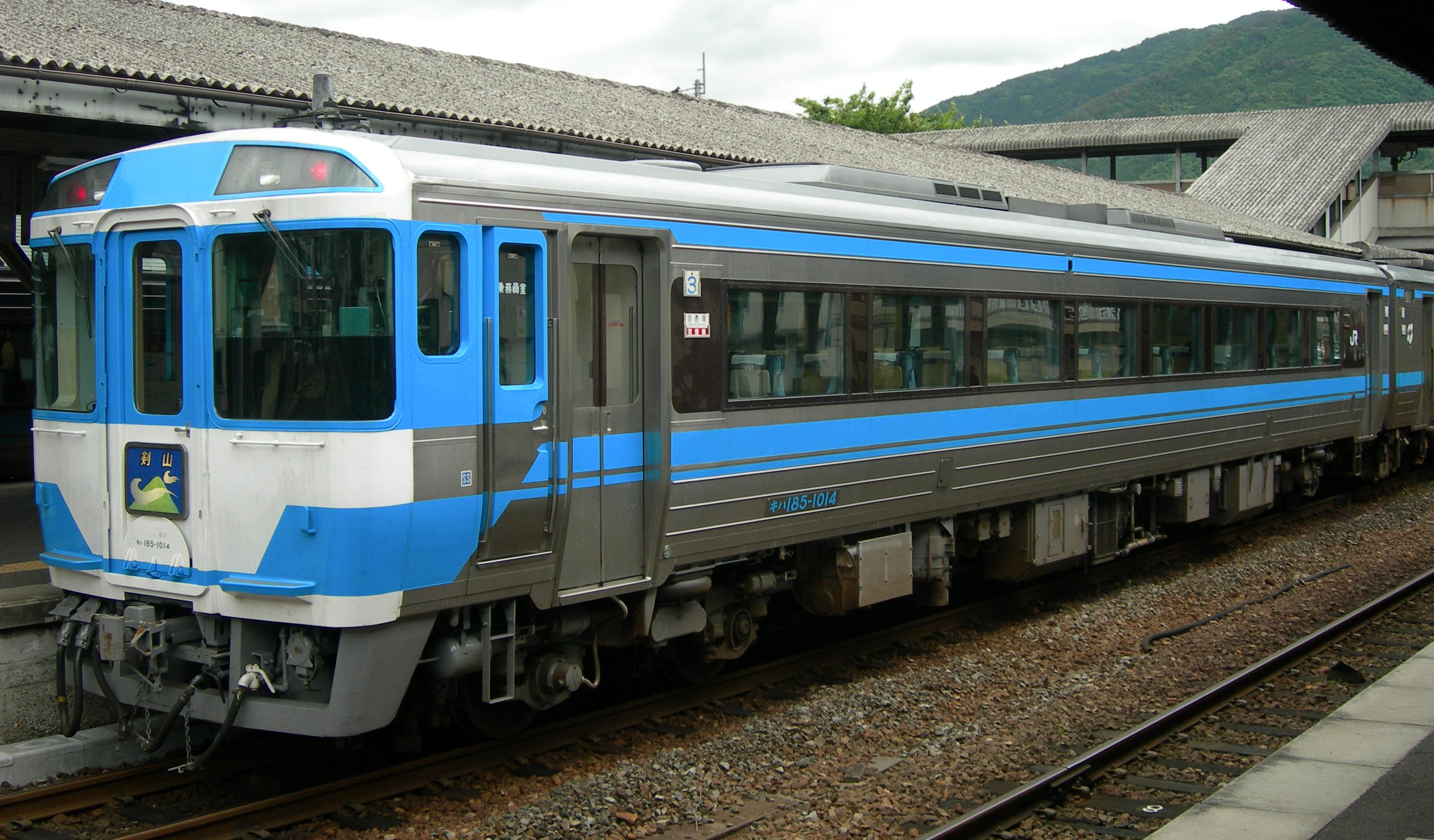
四国旅客鉄道（JR四国）キハ185系気動車

- 南部縦貫鉄道キハ101・102、羽幌炭礦鉄道キハ11（富士重工業版レールバス）
- LE-Car（バス車体の中・小型気動車）
- LE-DC（ボギー台車 一般形気動車）
- 国鉄型気動車の一部
  - キハ10系・キハ20系・キハ35系・キハ45系・キハ55系・キハ58系・キハ65形・キハ40系・キハ90系・キハ181系・キハ183系（JR北海道車の一部とJR九州車3両）・キハ185系・キハ31形・キハ32形・キハ37形・キハ54形の一部（JR四国0番台6両+JR北海道500番台12両）・キヤ191系検測車
  - 国鉄キハ391系気動車も製造名義は大宮工場であるが、構体の一部は当社が担当した。
- JR北海道キハ150形・キハ201系・ キハ281系 （振り子式特急形気動車）・キハ283系 （振り子式特急形気動車）・キハ261系（基本番台のみ）・トマムサホロエクスプレス（苗穂工場との共同設計・改造）[29]
- JR東日本キハ100系・キハ110系気動車
- JR東海キハ85系気動車
- JR四国2000系気動車（振り子式特急形気動車）
- 三陸鉄道36-100形気動車
- 智頭急行HOT7000系気動車（振り子式特急形気動車）
- 真岡鐵道モオカ14形気動車（1・2のみ）（富士重工業最後の製造車両）
- 北近畿タンゴ鉄道KTR001形・KTR8000形
- ソビエト連邦 - Д2系気動車
- タイ国有鉄道 - THN-NKF型気動車（三等車、B.P.D.1225 - 1233）
- フィリピン国鉄 - CTC100形気動車（中間動力車）

他、Category:富士重工業製の気動車も参照。
電車
- 東武鉄道
  - 300・350系（302Fのみ）

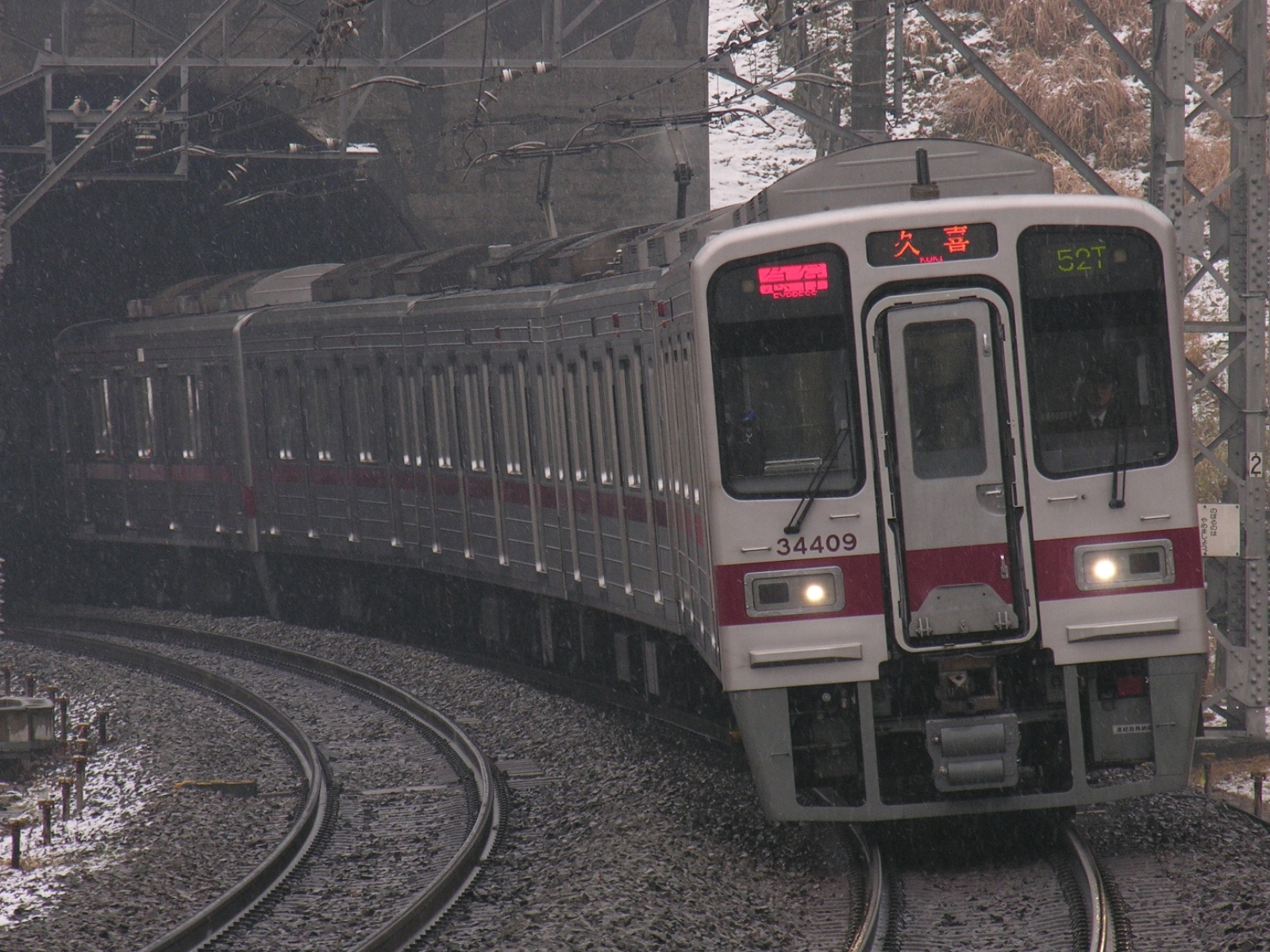
東武30000系電車

  - 2000系・2080系（8連化用中間車のみ）
  - 5000系・5050系・5070系（5050系と5070系のみ）
  - 6050系（6156F、6160F、6164F、6168F、6171F、6179F、61102F、61103Fが該当。61102Fと61103Fは野岩鉄道所有編成。）
  - 8000系（1965年製の2両固定車から開始され、1971年の4→6連組み込みの中間車サハ8700形-モハ8800形、1972年の新製冷房車8156F、東上線向け8両固定編成、旧型車置き換え編成などがある。）
  - 9000系・9050系（9101Fのモハ9501号車-モハ9601号車、9107F）
  - 10000系・10030系・10080系（11802F、11005Fのモハ15005号車-サハ16005号車を除く8両。11005Fのモハ15000形-サハ16000形がアルナ工機製のため除く。11431F、11432F、11633F、11448F、11655F、11453F、11455F、11456F、11459F、11268F）
  - 30000系（31406Fのみ。31606Fは東急車輛製）
  - 100形（日光軌道線用車両）
  - 200形（日光軌道線用車両）
- 帝都高速度交通営団（現在の東京地下鉄）
  - 2000形
- 東京都交通局
  - 都電2500形の改造等

（国鉄形特急車両の製造歴もあり）
- 国鉄（電車車両は車体乗せ替え及び冷房搭載改造のみ）
  - 　72系電車から72系970番台（後の103系3000番台車）への更新。モハ72形からクモユニ82形、クモニ83形への国鉄工場扱いによる受託更新工事もあった。
  - 非冷房車から冷房装置新設改造（AU75系・AU712系も同社製）工事も請け負った。主に113系、115系、103系がこれに該当。

他、Category:富士重工業製の電車も参照。
客車
- 国鉄 - 10系・12系・14系・24系・50系
- JR東日本E26系客車
- タイ国有鉄道 - 軽量客車35両（1954年度納入実績[29]）
- ブラジル・国営ノルデスチ鉄道（ポルトガル語版）[注釈 12] - 軽量客車50両[注釈 13]
- インドネシア国鉄 - 客車[注釈 14]
- ナイジェリア国鉄 - 客車

ほか　
Category:富士重工業製の客車も参照。
貨車
- 私有貨車の一部の車両等
  - タキ2800形（苛性ソーダ専用タンク車）
  - タキ5450形（液化塩素専用タンク車）
  - タキ7750形（苛性ソーダ専用タンク車）
  - タキ9800形（石油類専用タンク車）
  - タキ12200形（セメント類専用タンク車）
  - タキ18600形（液化アンモニア専用タンク車）
  - タキ45000形（石油類専用タンク車）
  - ホキ10000形（石炭専用ホッパ車）
- 国鉄所有コンテナ（5000形（試作・量産）[29]・6000形）
- タイ国有鉄道 - 貨車20両（1950年度納入実績[29]）

他、Category:富士重工業製の貨車も参照。
軌道モーターカー
- レールバイク - レールスター[29]
- 大型軌道モーターカー
  - TMC100・101・200・201・300・301・400・500・501
- 除雪用モーターカー
  - MCR400-W・TMC400Sと大型軌道モーターカーの除雪型

### 環境技術
- フジマイティー（塵芥収集車）
  - 塵芥収集車部門は2012年12月21日を以って生産を終了[30] し、2013年1月1日に傘下の販売会社の大和商工及びフジ特車と共に新明和工業に事業譲渡された[31]。
- スバル風力発電システム
  - 風力発電部門は2012年7月1日を以って日立製作所に事業譲渡された。

### 産業機器
「ロビン」ブランドの小型汎用エンジンを開発・生産し、汎用エンジン業界ではシェア世界第4位。富士重工業内では唯一、米国と中国に生産拠点を持っていた。これらのエンジンは取り扱いの容易さと抜群の耐久性などで、主に土木工事現場で使われるランマーや発電機、コンクリートカッター、灌漑用のポンプ、構内作業車（モートラック）などに動力源として搭載された。また、ゴルフカート、スノーモービル、ATV（バギー車）などに搭載されるエンジンも開発、生産していた。これらのエンジンのほとんどはOEM供給されているため、一般人の目に触れる機会はほとんど無いものの、スバル車ディーラーで頒布される情報誌『Cartopia』で時折紹介され、相応に認知された存在だった。
なお、富士重工業は、2016年10月1日をもって自動車部門の競争力強化のため、産業機器カンパニーをスバル自動車部門に統合し、既存商品の製造、販売、サービスに特化した上で、開発案件の停止による人員の自動車部門への配置転換など、将来的には事業縮小・撤退の意向であると発表した。
そして2016年12月7日、「2017年9月30日付けで事業終了とし、一部技術資産と米国販売子会社を10月1日付けでヤマハ発動機へ譲渡する契約を締結した」旨を正式に発表した。
- ロビンエンジン
  - EY15（汎用）
  - EY20（汎用）
  - EX17（汎用）
  - EX30（汎用）
  - EH29（ゴルフカート用）
  - EH50（ATV用）
  - ES50（ATV用）
  - EC55（スノーモービル用）
- ロビンジェネレーター
- スバル・ナイター（投光機）
- 電動刈払い機
- スノーモービル

### 住宅事業
SUBARUでは、建設現場向けの仮設ユニットハウス、小型のプレハブ住宅を製造していた。以前は通信販売で名高いセシールでも扱っていたことがある。
2004年に富士ハウレン株式会社へ分社化し、2011年に社名を富士重工ハウス株式会社に変更されたが、2020年3月2日付で子会社のスバルファイナンス保有分も含めた全株式がユアサ商事へ譲渡されたと同時に、富士クオリティハウス株式会社へ商号変更された。

## スノーボード・自転車・望遠鏡
1998年（平成10年）に、宇宙関連機器および航空機部門の技術を転用し、中空桁構造オールドライカーボンのスノーボード「VTOL」を50枚限定でインターネット経由のみで販売した。スバルとは異なるブランド名で販売した。2008年（平成20年）12月に、99台限定でクロスタイプの自転車「SUBARU XB」を36万円で発売した。マウンテンバイクに軽量大口径ホイールを装着して、オンロードでの走行性能を向上させた自転車で、レガシィなどと同様、オンロードとオフロード双方の走破性を合わせもつ自転車として「クロスバイク」と称した。2013年（平成25年）1月に、ブリヂストンサイクルと協業によるクロスバイクを、SUBARU Online Shopで販売した。仕様は全く異なる。
2009年（平成21年）12月に、屈折式天体望遠鏡「SUBARUメローペ80A」を発売した。外部の専門メーカーと富士重内部の開発チームの共作で、スバルブランドを想起させる青色で塗装されているが、車体色とはやや異なり車両のボディに比べて曲率が大きい望遠鏡の鏡筒を仕上げるために専用塗料を採用している。現在このクラスの望遠鏡は大部分が中国製だが、本品は光学系の製作や検査を全て日本のメーカーが施している。「メローペ」はプレアデス星団の最も下にある星の名称である。

## 不祥事・事件・問題・事故

### 汚職事件
1998年に、富士重工会長兼社長の川合勇と専務取締役の小暮泰之が、海上自衛隊の救難飛行艇開発をめぐり賄賂を提供したとして逮捕され、辞任した。賄賂を受け取った国会議員は、富士重工の前身「中島飛行機」の創業者一族である中島洋次郎元衆院議員で、2000年9月に懲役2年の実刑判決を受け、2001年に自死した。富士重工の2人は2006年に執行猶予つき懲役刑となった。

### リコール隠し
1996年（平成8年）に滋賀県で「レガシィ」がブレーキの故障に起因して正面衝突する事故が発生した。捜査の結果、同様のトラブルが1994年1月に岡山県と千葉県で発生し、本社に苦情が寄せられたが内密に処理されていたことが判明した。1997年（平成9年）にブレーキ以外にも多岐にわたる不具合が発覚し、警察から警告を受けたスバルは11車種147万台についてリコールを届け出た。1998年（平成10年）に東京地方裁判所は、富士重工業に7件分の過料140万円の支払いを命じた。事故発生の危険性を十分認識しながら運輸省へリコールを届けなかったために事故が発生したとして、警察は富士重工業の品質保証本部幹部2人を業務上過失傷害容疑で大津地方検察庁へ書類送検した。2000年（平成12年）に大津地検は、業務上過失傷害罪で同社の品質管理責任者だった2人を略式起訴し、一週間後に罰金各50万円の略式命令が下った。
2017年（平成29年）9月に「サンバー」62万台がリコールとなった が、リコール対象は1999年 - 2012年生産（6代目）と古くに及ぶことに加え、多数の不具合報告と2013年（平成25年）、2015年（平成27年）と2度の行政指導があったにもかかわらず大幅に遅滞したリコールとなり、サンバー所有者の不信を招いた。これについてスバルは「プーリーが外側に出ない構造であった」「対応に時間がかかった」としている。

### 補助金不正
2012年、クリーンロボット事業部において不正経理が行われていたと共に、経済産業省や行政法人からの委託事業・補助金事業について不正が行われていたと発表した。不正経理は2004年から2011年の間に行われ、架空発注の元に2億円以上の資金を不当にスバルから引き出し、主にクリーンロボット部部長が私的に流用していた。スバルは元クリーンロボット部部長を栃木県に刑事告訴した。

### 不正・無資格検査
1984年に運輸省で「レオーネ」の型式認定試験の際、試作車両重量が事前提出の数値よりも軽量となり鉛を搭載して審査を通過したことが後日判明し、発売が遅れて混乱した。
2017年9月に日産自動車の無資格検査問題に伴い、自動車製造各社が調査した。スバルは群馬工場で30年以上にわたって無資格者が検査をしていたことが判明した。「BRZ」の兄弟車でスバルが生産を担当する「トヨタ・86」を含めて直近3年間の25.5万台がリコールとなった。
問題になった完成検査は日本国内車のみに適用されるもので、大別して①保安基準検査と②型式検査に分かれる。②型式検査の方法は各企業で異なるものの、国土交通省に申請し認可を受けた方法である必要があり、また①保安基準検査の基準と手法は全社共通である。完成検査員は、各企業内で「当該検査に必要な知識及び技能を有する者のうちからあらかじめ指名された者（＝資格取得者）」が行う必要があった。スバルでは、まず有資格者の監督下で無資格者が検査を行い、次に独り立ちして一定期間業務を担当し、のちに筆記試験に合格して検査員資格を取得する流れであったが、「独り立ち」の時点では誰も監督していなかったことが問題とされた。独り立ち期間中に完成検査員の印章を無断で押印することも常態的していた。2017年12月に国土交通省に提出された調査報告書によると、研修自体が十分な時間に満たなかったことや、筆記試験で試験官が答えを教えるなど不正していたことも判明した。国土交通省の立ち入り検査の際は、無資格者を意図的に現場から外すなどの隠蔽工作も慢性化していた。

### 燃費・排ガス・ブレーキ検査のデータ書き換え
上述の無資格員検査が発覚した際に燃費データの不正も報告を受けて外部弁護士に調査を依頼したところ、検査の一部である抜き取りによる燃費検査と排ガス検査でデータ書き換えが行われていたことが2018年3月に判明した。燃費検査は道路運送車両法の保安基準の対象外で自主的検査項目だが、排ガス検査は対象内であるため同法に抵触する。検査結果はいずれも基準値の範囲内であるとしてリコールは行わない見込みだが、一連の問題を受けて吉永社長は会長職へ退いた。
2018年4月に提出された報告書によると、2012年12月から2017年11月までに903台で検査員および班長によるデータの書き換えがあった。同期間以前のデータは既に無いが「2002年から不正が行われていた」とする証言もあり、報告書はその可能性は否定できないとした。
2018年9月に、ブレーキ検査のデータ改ざんも判明した。不正の一部は1990年代前半から行われていた。2018年11月に、これらの検査不正は発覚後も2018年10月まで行われていたことが判明した。追加で10万台のリコールが発表され、一連の不正によるリコールは53万台 となった。

### 軽自動車用を除くエンジン不具合に伴う大規模リコール
2018年10月25日に、エンジンの部品が壊れる恐れがあるとして複数の車種について大規模なリコール（回収・無償修理）を近く国土交通省に届け出ることが明らかとなる。国内外で販売した車種に影響して対象は少なくとも数十万台となる。エンジン部品のバルブスプリングが不具合を起こしてエンジン動作に影響する恐れがあり、「BRZ」と「トヨタ・86」もリコール対象となる。

### 国内工場生産停止
2019年1月16日から国内唯一の完成車工場である群馬製作所の操業を全車種で停止した。部品メーカーから調達している電動パワーステアリング（EPS）で不具合を発見して原因の究明を優先した。1月28日から操業再開を準備しているが納車の遅れや新たなリコール対策などの影響が懸念される。
2019年1月28日から、不具合の恐れがあるEPSについて対策を施したEPSの調達が一定度可能となり工場を再稼働した。当面は1日の生産台数を減らして品質優先で操業する。出荷済み車両は、リコールの有無などを検討する。
2019年1月31日に、生産停止の原因となった電動パワーステアリングの不具合で3車種「フォレスター」「SUBARU XV」「インプレッサ」計約780台のリコールを国土交通省に届け出た。2018年（平成30年）12月28日 - 2019年（平成31年）1月16日製作分 が対象となる。国内向け約780台のリコールに加え、海外向けに生産した計約1万4000台もリコールや部品交換を検討する。

### 残業代未払い問題
2019年1月24日に、2016年に過労自殺した男性社員の代理人が会見し、2015年から2017年にかけて社員3,421人に計7億7000万円の残業代を払っていなかったことが判明した。過労自殺の社内調査で2018年1月までには判明していたが、本社広報は「（調査結果を）隠すような意図はなく、公表すべきだとは認識していなかった」としている。

### 死亡事故
2024年2月13日、崩れた金型の下敷きになった従業員が死亡する事故が矢島工場内で発生し、その影響では群馬製作所の本工場、矢島工場、大泉工場の3工場が稼働停止になっている事が同月16日分かった。

## エピソード

### 社歌
作詞は富士重工業の元社員が手掛けた。作曲は團伊玖磨。富士重工業時代に創立10周年記念として制定された社歌である。
SUBARUへの社名変更に際して「社歌を変えないでほしい」という従業員の声を受けて、社名変更後も社歌として使われることとなったが、富士重工業時代の歌詞には「富士重工」を連呼するパートがあるため、その部分は作詞者の了承を得た上で「わがスバル」に置き換えられた。

### 「トヨタにはならないでください」
トヨタとの資本提携が決まった時、トヨタの豊田章一郎や渡辺捷昭から言われた言葉である。また「これ以上、（トヨタの得意ゾーンの）円に入ってくれば即座にたたきつぶしますから、そのつもりで」 とも言われたという。
軽自動車生産からの撤退についてスバルの吉永は「ウチの規模で軽に開発リソースを割くよりも、世界で売れる車に特化する。勇気ある決断でも何でも無い。合理的に考えれば軽は撤退しかなかった」と語っている。

### イスラエルへの輸出
1967年に勃発した第三次中東戦争を受け、国連安保理はイスラエルに対し占領地区の開放を勧告する決議を採択した。世界中の企業がこれに呼応して貿易ボイコットを開始、翌1968年にはトヨタ・日産・本田技研が出荷停止するなど日欧の自動車メーカーも追随した。一方、時を同じくしてラビットスクーターが生産終了することとなり、以前からラビットをイスラエルへ輸入していた業者はこれを受けてスバル360に着目、1968年より 同車の取扱いを開始した。その後、翌1969年には現地企業ジャパンオート・イスラエル（英）"Japanauto Israel Auto Corporating Ltd." を設立しスバルff-1の販売を開始。後にレオーネが主力商品となった。こうした経緯から、非公式にではあるが富士重工業は海外初進出国として
イスラエルへの輸出を開始することとなった。加えて、当時は輸入車の多くが排気量やボディ形状の関係で高額な関税が課せられており、庶民向けの選択肢が小型車に限られていた中、小排気量ながら比較的大きな車体を備えたスバル車は同国民の需要にも合致した。この結果、ダイハツ工業が1983年に輸出を解禁するまでの10年以上にわたり、同国の乗用車市場において大きなシェアを獲得する結果となった。1988年、三菱自動車工業が現地法人を設立したのを皮切りに輸出再開が相次いだのに加え、90年代には韓国車の輸出攻勢も始まった結果、富士重工業のシェアは非常に小さいものとなっている。なお、本エピソードを下敷きとして、映画『ピンク・スバル』が2010年に製作された。

### スバリスト
スバリストは自動車メーカーSUBARUが製造する自動車のエンスージアスト（熱狂的ファン）のこと。詳細はSUBARU (自動車)の項を参照。

## テレビ番組
- 日経スペシャル カンブリア宮殿 「ぶつからないクルマ」の技術革新で不況を打ち破れ！（2011年2月3日、テレビ東京）[73]
- プロジェクトX～挑戦者たち～ 日本初のマイカー　てんとう虫　町をゆく（2001年5月8日、NHK総合）
- 新プロジェクトX～挑戦者たち～ 夢は、交通事故ゼロ～自動ブレーキへの挑戦～（2024年6月22日、NHK総合）